# Schleicher County
Das Schleicher County ist ein County im Bundesstaat Texas der Vereinigten Staaten. Das U.S. Census Bureau hat bei der Volkszählung 2020 eine Einwohnerzahl von 2.451 ermittelt. Der Verwaltungssitz (County Seat) ist Eldorado.

## Geographie
Das County liegt etwa 40 km östlich des geographischen Zentrums von Texas, ist im Süden etwa 60 km von Mexiko entfernt und hat eine Fläche von 3395 Quadratkilometern, wovon 1 Quadratkilometer Wasserfläche ist. Es grenzt im Uhrzeigersinn an folgende Countys: Tom Green County, Menard County, Sutton County, Crockett County und Irion County.

## Geschichte
Schleicher County wurde im April 1887 auf Beschluss des Kongresses von Texas (Texas Legislature) aus Teilen des Crockett County gebildet. Die Hintergründe für diese Gebietsreform sind heute nicht mehr bekannt. Benannt wurde es nach dem aus Darmstadt stammenden Gustav Schleicher (1823–1879), einem frühen Ingenieur, Landvermesser und Abgeordneten im  Repräsentantenhaus von Texas.

## Demografische Daten

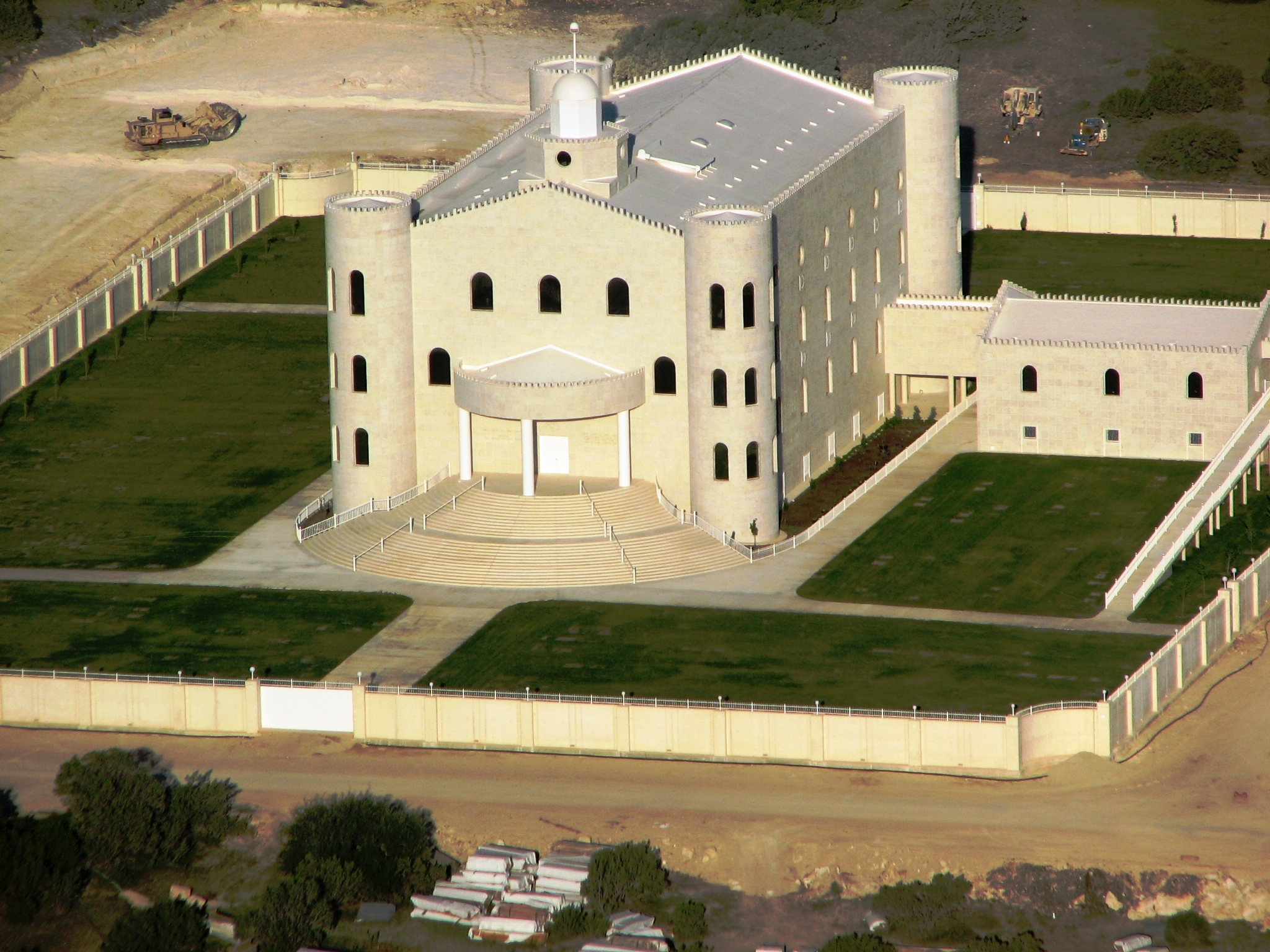
Fundamentalistische Kirche Jesu Christi der Heiligen der Letzten Tage

Nach der Volkszählung im Jahr 2000 lebten im Schleicher County 2.935 Menschen in 1.115 Haushalten und 817 Familien. Die Bevölkerungsdichte betrug 1 Einwohner pro Quadratkilometer. Ethnisch betrachtet setzte sich die Bevölkerung zusammen aus 76,59 Prozent Weißen, 1,53 Prozent Afroamerikanern, 0,07 Prozent amerikanischen Ureinwohnern, 0,17 Prozent Asiaten, 0,03 Prozent Bewohnern aus dem pazifischen Inselraum und 18,98 Prozent aus anderen ethnischen Gruppen; 2,62 Prozent stammten von zwei oder mehr Ethnien ab. 43,54 Prozent der Einwohner waren spanischer oder lateinamerikanischer Abstammung.
Von den 1.115 Haushalten hatten 34,3 Prozent Kinder oder Jugendliche, die mit ihnen zusammen lebten. 62,6 Prozent waren verheiratete, zusammenlebende Paare 7,5 Prozent waren allein erziehende Mütter und 26,7 Prozent waren keine Familien. 25,4 Prozent waren Singlehaushalte und in 12,8 Prozent lebten Menschen im Alter von 65 Jahren oder darüber. Die durchschnittliche Haushaltsgröße betrug 2,59 und die durchschnittliche Familiengröße betrug 3,12 Personen.
27,9 Prozent der Bevölkerung war unter 18 Jahre alt, 7,3 Prozent zwischen 18 und 24, 24,0 Prozent zwischen 25 und 44, 24,4 Prozent zwischen 45 und 64 und 16,4 Prozent waren 65 Jahre alt oder älter. Das Durchschnittsalter betrug 39 Jahre. Auf 100 weibliche Personen kamen 98,8 männliche Personen und auf 100 Frauen im Alter von 18 Jahren oder darüber kamen 94,9 Männer.

Das jährliche Durchschnittseinkommen eines Haushalts betrug 29.746 USD, das Durchschnittseinkommen einer Familie betrug 37.813 USD. Männer hatten ein Durchschnittseinkommen von 28.412 USD, Frauen 22.250 USD. Das Prokopfeinkommen betrug 15.969 USD. 16,0 Prozent der Familien und 21,5 Prozent der Einwohner lebten unterhalb der Armutsgrenze.

## Kultur und Sehenswürdigkeiten
Eine Stätte im County ist im National Register of Historic Places („Nationales Verzeichnis historischer Orte“; NRHP) eingetragen (Stand 10. Dezember 2021), die Mittel Site.

## Städte und Gemeinden
- Eldorado
- Adams
- Hulldale